# Горнозаводская (шахта)
Шахта «Горнозаводская»  — ныне не действующая угледобывающая шахта в селе Горнозаводск, Невельском районе, Сахалинской области. Входила в состав АО «Сахалинуголь».

## История
История шахты начинается с 1929 года. Акционерное общество «Мицубиси» (Япония) приобрело горный участок и в 1929 году шахта «Найхоро» треста «Маокауголь» выдала первые тонны угля. В 1931 году было закончено строительство железной дороги от шахты до Найхоро, затем Невельска, что дало возможность быстро отправлять уголь потребителю. Добыча угля производилась в трудных условиях, практически вручную. На шахте работали японцы и корейцы, переселившиеся на Сахалин по договору, а позже мобилизованные принудительно. При шахте действовали электростанция, обогатительная фабрика, лесосклад.
После разгрома Японии освобожденный юг Сахалина стал заселяться переселенцами из центральных областей России и республик Советского Союза. В 1947 году вышло постановление ЦК ВКП(б) «О мерах помощи комбинату «Сахалинуголь». Началась реконструкция шахт области, комплектование промышленности инженерно-техническими работниками, проводилось техническое перевооружение — вводились горные машины: комбайны, погрузчики, скреперы и др. В 1948 году шахта «Найхоро» вошла состав вновь созданного треста «Холмскуголь» под названием шахта № 4. Первым директором шахты был Банных Константин Степанович.
В 1953 году было начато внедрение арочной и кольцевой крепи из спецпрофиля, развивался подземный транспорт, внедрялась механизированная подвозка людей к месту работы, оборудовались терриконы, велась автоматизация производственных процессов. В 1960 году директором шахты был назначен Г. А. Ревнивых. С его приходом началось активное техническое перевооружение предприятия, внедрение передовых методов организации труда, строительство жизненно важных производственных объектов. Под его руководством шахта стала лучшим предприятием района, неоднократно завоевывала первенство по комбинату «Сахалинуголь».
Шахта № 4 становилась самым крупным предприятием, на котором работало более полутора тысяч человек. В 1968 году шахту возглавил Н. П. Пустовойтенко, прошедший путь от помощника начальника участка до директора предприятия. Годы его руководства, с 1968 по 1981 гг., стали годами расцвета шахты. В 1974 году она была переименована в шахту «Горнозаводская».
На пластах угля наклонного и крутого падения началось освоение механизированных щитовых агрегатов, значительно повысился рост скоростной проходки до ста метров в месяц. Прирост добычи угля в 70-80-е годы составил 2,5 млн тонн.
В 90-е годы шахта «Горнозаводская» вошла в число нерентабельных шахт и была признана убыточной, в 1997 она была ликвидирована. После закрытия градообразующего предприятия население города сократилось более чем вдвое. Изменился и административный статус населённого пункта — город Горнозаводск стал селом.
Шахта отрабатывала Горнозаводское месторождение бурых углей и считалась второй по величине на Сахалине и по протяженности горных выработок, и по численности рабочих, и по добыче угля. И самой сложной по горно-геологическим и горно-техническим условиям. При шахте работала обогатительная фабрика, электростанция, городок горноспасателей.
По газовому режиму шахта отнесена к сверхкатегорийным по метану.